# 矢野優花
矢野 優花（やの ゆうか、1998年〈平成10年〉1月6日 - ）は、日本の女優。
宮崎県出身。スターダストプロモーション制作3部所属。

## 来歴
2008年、スターダストプロモーション芸能3部に所属し、芸能界入り。
2014年、CONOMi主催「第1回制服女子&男子コンテスト」女子部門で準グランプリを受賞。
2015年、スーパー戦隊シリーズ『手裏剣戦隊ニンニンジャー』に伊賀崎風花 / シロニンジャー役で出演。
趣味はチーズを食べること、料理。特技はダンス。

## 出演

### テレビドラマ
- 近キョリ恋愛～Season Zero～（2014年7月20日 - 10月12日、日本テレビ） - レギュラー生徒 役
- 手裏剣戦隊ニンニンジャー（2015年2月22日 - 2016年2月7日、テレビ朝日） - 伊賀崎風花 / シロニンジャー 役
  - 手裏剣戦隊ニンニンジャーVS仮面ライダードライブ 春休み合体1時間スペシャル（2015年3月29日、テレビ朝日） - 伊賀崎風花 / シロニンジャー 役
- 科捜研の女 第16シリーズ 第16話（2017年3月2日、テレビ朝日） - 相原由真 役
- 緊急取調室 2nd season 第8話・第9話（2017年6月8日・15日、テレビ朝日系） - 久保寺みどり 役
- 月曜名作劇場 機動捜査隊216 Ⅷ 傷痕（2017年9月4日、TBS） - 戸田美玲 役
- 咲-Saki-阿知賀編 episode of side-A（2017年12月4日 - 25日、MBS / 12月6日 - 27日、TBS） - 花田煌 役
  - 咲-Saki-阿知賀編 episode of side-A 特別編（2018年1月8日、MBS / 1月10日、TBS）
- リケ恋〜理系が恋に落ちたので証明してみた。〜（2018年9月2日 - 23日、テレビ埼玉 ほか） - 奏言葉 役
- フェイクニュース あるいはどこか遠くの戦争の話 前編（2018年10月20日、NHK総合） - 猿滑の彼女 役
- やじ×きた 元祖・東海道中膝栗毛 第一話（2019年4月6日、BSテレ東） - おつぼ 役
- 都立水商! 〜令和〜（2019年5月6日 - 6月24日、MBS / 5月8日 - 6月26日、TBS） - 桑田琴美 役
- 水戸黄門（第2シリーズ） 第2話（2019年5月26日、BS-TBS） - お鶴 役
- レンタルなんもしない人 第3話（2020年4月23日、テレビ東京） - 絢音 役[5]
- ポリス×戦士 ラブパトリーナ! 第7話（2020年9月6日、テレビ東京） - ミユキ 役
- 35歳の少女 第1話・第3話・第4話（2020年10月10日・24日・31日、日本テレビ） - 福井麻衣 役
- イタイケに恋して 第8話（2021年8月27日、読売テレビ・日本テレビ系） - 小野田友梨 役
- ホスト相続しちゃいました 第1話・第2話（2023年4月18日・25日、カンテレ・フジテレビ系） - 七尾愛由美 役
- しあわせは食べて寝て待て 第1話（2025年4月1日、NHK総合） - 吉澤里奈 役

### 配信ドラマ
- 不倫ピエロと禁断と果実。（2024年5月22日、BUMP） - 主演・高見沢美晴 役[6]
- 七夕の国（2024年7月4日 - 8月8日、Disney+ スター） - 横溝 役
- かつて女の子だった人たちへ ―ユミとレミ―（2025年5月31日、BUMP） - 主演・久原令美 役[7]

### ネット番組
- 麻雀最強戦2022（2022年3月27日 - 12月11日、ABEMA 麻雀チャンネル・テレ朝チャンネル2） - 進行

### 映画
- スーパー戦隊シリーズ（東映）
  - 烈車戦隊トッキュウジャーVSキョウリュウジャー THE MOVIE（2015年1月17日） - シロニンジャーの声 役
  - スーパーヒーロー大戦GP 仮面ライダー3号（2015年3月21日） - 伊賀崎風花 / シロニンジャー 役
  - 手裏剣戦隊ニンニンジャー THE MOVIE 恐竜殿さまアッパレ忍法帖!（2015年8月8日） - 伊賀崎風花 / シロニンジャー 役
  - 手裏剣戦隊ニンニンジャーVSトッキュウジャー THE MOVIE 忍者・イン・ワンダーランド（2016年1月23日） - 伊賀崎風花 / シロニンジャー 役
  - 劇場版 動物戦隊ジュウオウジャーVSニンニンジャー 未来からのメッセージ from スーパー戦隊（2017年1月14日） - 伊賀崎風花 / シロニンジャー 役
- サクラダリセット 前篇 / 後篇（2017年3月25日・5月13日、ショウゲート） - 皆実未来 役
- 咲-Saki-阿知賀編 episode of side-A（2018年1月20日、ティ・ジョイ） - 花田煌 役
- 劇場版 リケ恋〜理系が恋に落ちたので証明してみた。〜（2019年2月1日、エクセレントフィルムズ） - 奏言葉 役
- ショートショートフィルムフェスティバル＆アジア2019ノミネート作品『ROBIN』（2019年6月14日、シダックス・カルチャーホールにて上映） - 主演
- プリズン13（2019年8月30日、AMGエンタテインメント） - GUMI 役[8]
- フィルムに宿る魂（2020年3月13日、キャンター） - ヒロイン・工藤沙希 役[9]
- 犬部!（2021年7月22日、KADOKAWA） - 田中レミ 役

### オリジナルビデオ
- スーパー戦隊シリーズ（東映ビデオ）
  - 帰ってきた手裏剣戦隊ニンニンジャー ニンニンガールズVSボーイズ FINAL WARS（2016年6月22日） - 伊賀崎風花 / シロニンジャー 役
  - 動物戦隊ジュウオウジャー スーパー動物大戦（2016年9月14日）  - シロニンジャーの声 役

### 舞台
- 少女劇団いとをかし第1回公演『その日の教室では』（2014年9月6日・7日、川崎市アートセンター アルテリオ小劇場） - 中沢翔 役
- 演劇ユニット100点un・チョイス！第5回本公演『ひまわり』（2018年5月2日 - 9日、中野ザ・ポケット） - 田辺泉 役
- 朗読劇『匣の中』（2021年9月3日 - 5日、五反田G2） - 主演・ファム 役
- いいね!光源氏くん（2023年8月12日 - 19日、三越劇場） - 藤原詩織 役（小泉遥香とWキャスト）[10]
- "Le gai mariage"『ル・ゲィ・マリアージュ〜愉快な結婚〜』〜ストレートプレー〜（2024年10月25日 - 11月17日、六本木トリコロールシアター） - エルザ 役（美里玲菜とWキャスト）[11]
- ～Fallait pas le dire～『それを言っちゃお終い』Ⅸ. ～ドラマ・リーディング～（2024年11月24日、六本木トリコロールシアター）[12]

### CM・広告
- NHK ソチオリンピック「歌のリレー編」（2013年）
- CONOMi 広告（2014年）[3]
- NHK経営広報スポット BS受信料PR「謎のメッセージ」篇（2014年）
- 富士ゼロックス「四次元ポケットPJ 第二弾 望遠メガフォン」編（2014年）
- 三菱ケミカルホールディングス「恋の科学反応」篇（2014年）
- 大塚製薬 ポカリスエット「TVC Pocari Sweat #IONdance」（2016年、インドネシアCM）
- NTTドコモ docomo style’20「Kirari」篇（2016年）
- メニコン「メルスプラン」（2016年 - 2021年）
- キリンビバレッジ iMUSE「CM撮影」篇（2018年）
- アサヒ飲料「届く強さの乳酸菌」W 「寝たはずなのに」編（2021年）
- 日鉄興和不動産
  - 「人生が動き出す」篇（2022年）
  - 「見えるか、未来」篇（2023年）
  - 「海か森か」篇（2024年）
- 吉野家「牛すき鍋膳 あったまっちゃう?」篇（2022年）
- ピザハット「チーズ130% これがうまさの黄金比!」（2024年）
- アニコム損害保険 WebCM「この子の元気が第一」、「ひとりひとりに家族の証」（2024年）
- Google Japan Google アプリ「思ったまま検索!（パン屋篇）」（2024年）
- SOPHISTANCE 楽天ECモデル（2024年）
- 三井住友銀行「SMBC×Yuri＆Rin Yoshida篇」（2025年）
- 花王 リーゼ ニュアンススタイリングオイル「3＋SOFT WET篇」（2025年）

### MV
- ゆずグレン「two友」（2009年5月13日）
- 超特急「EBiDAY EBiNAI」（2014年11月12日）
- TOUYU（灯油）「秘密木地」（2016年7月6日）
- whiteeeen「キセキ〜未来へ〜」（2016年8月17日）[13]
- KinKi Kids 「Topaz Love」（2018年1月24日）[14]
- NHKキャラクター どーもくん20周年スペシャル動画『どーもありがとう』（2018年10月16日 - 、NHK）[15][16]
- 川崎鷹也「カレンダー」（2021年11月3日）
- A.B.C-Z「あなたと、A.B.C-Z。」（2024年7月1日 - ） - ゆみ 役

## ディスコグラフィ

### キャラクターソング
| 発売日        | 商品名                                                                         | 歌                     | 楽曲               | 備考                                           |
| ------------- | ------------------------------------------------------------------------------ | ---------------------- | ------------------ | ---------------------------------------------- |
| 2015年9月30日 | 手裏剣戦隊ニンニンジャー キャラクターアルバム アッパレ! 歌とニンニントークの巻 | 伊賀崎風花（矢野優花） | 「ほの風あした花」 | テレビドラマ『手裏剣戦隊ニンニンジャー』関連曲 |
| 2016年2月17日 | 手裏剣戦隊ニンニンジャー全曲集 忍ばず歌の完結盤                                | 伊賀崎風花（矢野優花） | 「ほの風あした花」 | テレビドラマ『手裏剣戦隊ニンニンジャー』関連曲 |